# Stefan Dorra
Stefan Dorra, né le 30 juillet 1958 à Soltau, est un logopède et auteur de jeux de société allemand prolifique. Il a étudié la sociologie, la logopédie et l'aide aux handicapés physiques. Il travaille à Hanovre comme logopède dans une école de promotion. Il développe également des concepts de communication pour personnes handicapées au niveau de la parole. Stefan Dorra habite près de Hildesheim avec sa femme et ses 4 enfants.  

## Concepteur de jeux
Son premier jeu publié (Razzia en 1992 chez Ravensburger) lui valut déjà une nomination au prix de la critique du Spiel des Jahres. Il a depuis publié plus de 30 jeux dont beaucoup ont été primés.

## Ludographie sélective
- Razzia, 1992, Ravensburger
- Intrigue, 1994, Schmidt Spiele
- MarraCash, 1996, Kosmos (société)
- Yucata, 1996, Hans im Glück
- Niet ! (Njet!), 1997, Gold Sieber Spiele
- For sale, 1998, FX Schmid
- Tonga Bonga, 1998, Ravensburger
- Medina, 2001, Hans im Glück
- Land unter, 2001, Berliner Spielkarten (réédité en 2005 par Amigo)
- Alles im Eimer, 2002, Kosmos (société) (aussi aux USA par Rio Grande Games sous le nom The Bucket King) - Spiel der Spiele jeux familiaux 2002.
- Les 7 Sceaux (Die Sieben Siegel), 2003, Amigo
- Amazonas, 2005, Kosmos
- The pirates, aussi connu sous le nom de Buccaneer (titre original : Seeräuber), 2006, Queen Games
- Salamanca, 2006, Zoch
- El Paso, 2009, Zoch zum spielen
- Pasha, 2013, White Goblin Games
- Valletta, 2017,  Hans im Glück